# Daniel F. Tiemann
Daniel Fawcett Tiemann (ur. 9 stycznia 1805 w Nowym Jorku, zm. 29 czerwca 1899 w Nowym Jorku) – amerykański polityk, burmistrz.

## Działalność polityczna
Od 1858 do 1860 był 74. burmistrzem Nowego Jorku. Od 1872 do 1873 zasiadał w New York State Senate.